# Bourg-Arbent-Bourg
Bourg-Arbent-Bourg ou Arbent-Bourg-Arbent est une course cycliste disputée au mois de mai dans le département de l'Ain entre Arbent et Bourg-en-Bresse. Créée en 1982, elle est organisée par le club Bourg-en-Bresse Ain Cyclisme et l'Entente Cycliste Arbent Marchon.
Cette épreuve fait partie du calendrier national de la Fédération française de cyclisme. 

## Histoire
En 2012 et 2016, l'épreuve servit de parcours pour le championnat de la région Auvergne-Rhône-Alpes sur route.
Depuis 2020, la course constitue une manche de la Coupe de France N1. L'édition 2021 est annulée à cause d'un trop faible nombre de participants.

## Palmarès
| Année                  | Vainqueur          | Deuxième                | Troisième          |
| ---------------------- | ------------------ | ----------------------- | ------------------ |
| Bourg-Oyonnax-Bourg    |                    |                         |                    |
| 1982                   | Philippe Galvez    | Gilles Faury            | Jocelyn Ducard     |
| 1983                   | Denis Celle        | Alain Philibert         | Jean-Claude Garde  |
| 1984                   | Bernard Faussurier | Gilles Faury            | Éric Guillot       |
| 1985                   | Éric Larue         | Franck Rigon            | Patrick Fontaine   |
| 1986                   | Éric Guillot       | Jean-Paul Garde         | Alain Philibert    |
| 1987                   | Claude Carlin      | Franck Petiteau         | René Forestier     |
| 1988                   | Frédéric Profilet  | Sylvain Oskwarek        | Gilles Delion      |
| 1989                   | Pascal Chanteur    | Yves Passot             | Philippe Beau      |
| 1990                   | Jean-Paul Garde    | Marcel Kaikinger        | Richard Ferrapy    |
| 1991                   | Thierry Richard    | Thomas Bay              | Raido Kodanipork   |
| 1992                   | Didier Rous        | Bruno Thibout           | Bjørn Stenersen    |
| 1993                   | Jacek Bodyk        | Raphaël Leca            | Jean-Paul Garde    |
| 1994                   | Marc Thévenin      | Arnaud Prétot           | Christophe Moreau  |
| 1995                   | Robert Harris      | Olivier Perraudeau      | Sławomir Krawczyk  |
| 1996                   | Éric Larue         | Jacek Bodyk             | Benoît Farama      |
| 1997                   | Philippe Mauduit   | László Bodrogi          | Chris Newton       |
| Bourg-Hauteville-Bourg |                    |                         |                    |
| 1998                   | Pascal Pofilet     | Alexandre Grux          | Frédéric Ruberti   |
| 1999                   | José Medina        | Pascal Peyramaure       | Olivier Trastour   |
| 2000                   | Frédéric Ruberti   | Samuel Dumoulin         | Benoît Luminet     |
| 2001                   | Kristoffer Ingeby  | Benoît Luminet          | Stéphane Auroux    |
| 2002                   | Mark Scanlon       | Nicolas Roux            | Sébastien Massa    |
| 2003                   | Benjamin Johnson   | Alexandre Grux          | Andrey Pchelkin    |
| Bourg-Arbent-Bourg     |                    |                         |                    |
| 2004                   | René Mandri        | Alain Saillour          | Stéphane Reimherr  |
| 2005                   | David Arassus      | Paweł Wachnik           | Emmanuel Bonnot    |
| 2006                   | Sébastien Grédy    | Rafaâ Chtioui           | Olivier Martinez   |
| 2007                   | Jean-Eudes Demaret | Rémi Cusin              | David Kemp         |
| 2008                   | Nicolas Inaudi     | Pierre-Luc Périchon     | Romain Sdrigotti   |
| 2009                   | Yevgeniy Sladkov   | Vincent Canard          | Frédéric Périllat  |
| 2010                   | Sébastien Hoareau  | Raphaël Rocchi          | Yoann Michaud      |
| 2011                   | Yannick Martinez   | Nicolas Morel           | Kevin Pigaglio     |
| 2012                   | Vincent Canard     | Jauffrey Betouigt-Suire | Jérôme Mainard     |
| 2013                   | Frédéric Brun      | Mathieu Le Lavandier    | Nicolas Chadefaux  |
| 2014                   | Fabien Fraissignes | Julien Loubet           | Žydrūnas Savickas  |
| 2015                   | Erwann Corbel      | Martin Bouédo           | Simon Buttner      |
| 2016                   | Jean-Eudes Demaret | Simon Buttner           | Bruno Chardon      |
| 2017                   | Adrien Guillonnet  | Cristóbal Olavarría     | Anthony Rappo      |
| 2018                   | Alexys Brunel      | Adrien Guillonnet       | Simon Combes       |
| 2019                   | Eric Voigt         | Pierre Gouault          | Clément Jolibert   |
| 2020                   | Stefan Bennett     | Clément Carisey         | Alexandre Delettre |
| 2021                   | annulé             | annulé                  | annulé             |
| 2022                   | Louis Rouland      | Thibaud Saint Guilhem   | Adrien Guillonnet  |
| 2023                   | Antoine Aebi       | Baptiste Huyet          | Kévin Le Cunff     |
| 2024                   | Victor Guernalec   | Quentin Cowan           | Antoine Roussel    |
| 2025                   | Colin Savioz       | Victor Loulergue        | Jérôme Raus        |